# Lijst van bemande expedities naar het ruimtestation Tiangong
Deze lijst bevat een chronologisch overzicht van bemande expedities naar het Tiangong ruimtestation in het kader van het Tiangongprogramma. Bevoorradingsmissies en ruimtetoeristen maken geen onderdeel uit van dit overzicht. De namen van de expeditiecommandanten zijn cursief weergegeven.

## Voltooide missies
| Expeditie | Logo | Bemanning                              | Lanceerdatum     | Lanceervaartuig | Datum landing     | Landingsvaartuig | Duur missie (dagen) |
| --------- | ---- | -------------------------------------- | ---------------- | --------------- | ----------------- | ---------------- | ------------------- |
| 1         |      | Nie Haisheng Liu Boming Tang Hongbo    | 17 juni 2021     | Shenzhou 12     | 17 september 2021 | Shenzhou 12      | 92                  |
| 2         |      | Zhai Zhigang Wang Yaping Ye Guangfu    | 15 oktober 2021  | Shenzhou 13     | 16 april 2022     | Shenzhou 13      | 182                 |
| 3         |      | Chen Dong Liu Yang Cai Xuzhe           | 5 juni 2022      | Shenzhou 14     | 4 december 2022   | Shenzhou 14      | 182                 |
| 4         |      | Fei Junlong Deng Qingming Zhang Lu     | 29 november 2022 | Shenzhou 15     | 3 juni 2023       | Shenzhou 15      | 186                 |
| 5         |      | Jing Haipeng Zhu Yangzhu Gui Haichao   | 30 mei 2023      | Shenzhou 16     | 30 oktober 2023   | Shenzhou 16      | 153                 |
| 6         |      | Tang Hongbo Tang Shengjie Jiang Xinlin | 26 oktober 2023  | Shenzhou 17     | 30 april 2024     | Shenzhou 17      | 188                 |
| 7         |      | Ye Guangfu Li Cong Li Guangsu          | 25 april 2024    | Shenzhou 18     | 3 november 2024   | Shenzhou 18      | 193                 |

## Operationele missie
| Expeditie | Logo | Bemanning                          | Lanceerdatum    | Lanceervaartuig | Datum landing | Landingsvaartuig | Duur missie (dagen) |
| --------- | ---- | ---------------------------------- | --------------- | --------------- | ------------- | ---------------- | ------------------- |
| 8         |      | Cai Xuzhe Song Lingdong Wang Haoze | 29 oktober 2024 | Shenzhou 19     | 2025          | Shenzhou 19      |                     |
| 9         |      | Chen Dong Chen Zhongrui Wang Jie   | 24 april 2025   | Shenzhou 20     | 2025          | Shenzhou 20      |                     |

## Aanstaande missie
| Expeditie | Logo | Bemanning | Lanceerdatum  | Lanceervaartuig | Datum landing | Landingsvaartuig | Duur missie (dagen) |
| --------- | ---- | --------- | ------------- | --------------- | ------------- | ---------------- | ------------------- |
| 10        |      |           | november 2025 | Shenzhou 21     |               |                  |                     |